# 歩兵第72連隊
歩兵第72連隊（ほへいだい72れんたい、歩兵第七十二聯隊）は、大日本帝国陸軍の連隊のひとつ。

## 沿革
- 1908年（明治41年）

5月8日 - 大分にて編成、軍旗拝受
7月17日 - 大分県大分郡大分町の新兵営に移転。
- 1918年（大正7年） - シベリア出兵に従軍、第1大隊が全滅する戦闘も起きる
- 1925年（大正14年）5月1日 - 宇垣軍縮により廃止される
- 1938年（昭和13年）

4月 - 再編成される
7月 - ハイラルに移駐
- 1939年（昭和14年）

6月 - ノモンハン事件のため出動
7月23日 - 総攻撃に参加
8月24日 - 総攻撃に参加
8月30日 - 師団長命令により撤退する
9月16日 - 停戦協定が成立。ハイラルに戻る
- 1944年（昭和19年）

7月 - 第4中隊が独立歩兵第59大隊に編入し宮古島に移駐
10月 - 満州里に3,000名を残置し、連隊主力はフィリピンに移動。移動中、輸送船「摩耶山丸」が魚雷攻撃で沈没する
12月 - ルソン島サンフェルナンドに上陸
- 1945年（昭和20年）

1月 - アメリカ軍上陸開始
1月9日 - 第8中隊の1個小隊が玉砕
1月13日 - 第4中隊が玉砕
2月25日 - 撤退命令が下る
4月中旬 - 第1大隊が玉砕
8月 - 終戦
9月13日 - アメリカ軍に投降する

## 歴代連隊長
| 第一次 |            |                       |                |
| 1      | 山県万吉   | 1907.10.22 - 1912.5.3 | 中佐、大佐昇進 |
| 2      | 上田太郎   | 1912.5.3 - 1915.2.15  |                |
| 3      | 引田乾作   | 1915.2.15 - 1917.8.6  |                |
| 4      | 田所成恭   | 1917.8.6 -            |                |
| 5      | 大室勝     | 1920.8.10 -           |                |
| 6      | 芦沢敬策   | 1922.2.8 - 1923.8.6   |                |
| 7      | 矢賀正之   | 1923.8.6 - 1925.5.1   |                |
| 第二次 |            |                       |                |
| 1      | 酒井美喜雄 | 1938.4.1 -            |                |
| 2      | 中尾小六   | 1939.8.31 -           |                |
| 末     | 中島嘉樹   | 1942.8.1 -            |                |